# Charm (álbum)

Charm —en español: encanto—, es el tercer álbum de estudio de la cantautora estadounidense Clairo, lanzado el 12 de julio de 2024. Es la continuación de su segundo álbum, Sling (2021), y es su primer álbum de estudio autopublicado, sus dos álbumes anteriores fueron lanzados por Fader y Republic respectivamente.
Clairo produjo el álbum junto a Leon Michels, con arreglos musicales de  Nick Movshon, Homer Steinweiss, Marco Benevento, y Dave Guy, entre otros. Para la promoción, Claire lanzó los sencillos «Sexy to Someone», «Nomad», «Juna» y «Terrapin», tocó en vivo dos residencies en el Teatro Fonda y el Webster Hall, para después dar incio al Charm Tour.

## Antecedentes
En 2023, además de colaborar con artistas como Phoenix y Beabadoobee, Clairo lanzó dos sencillos benéficos en Bandcamp, «For Now», con todas las ganancias destinadas a Everytown for Gun Safety y For The Gworls, y «Lavender», para recaudar fondos para Médicos Sin Fronteras durante la guerra de Gaza. Un EP grabado en vivo, Live at Electric Lady, fue lanzado el 12 de mayo de 2023.
En enero de 2024, Clairo comenzó a insinuar un nuevo álbum con una publicación en Instagram, acompañada del pie de foto «maybe this year» (quizás este año). En marzo, compartió otra publicación con emojis que representaban el número tres, una palomita de verificación y un corazón morado. 
El 23 de mayo, Clairo anunció que su nuevo álbum, titulado «Charm» y producido por Leon Michels, saldría el 12 de julio, junto al lanzamiento de su sencillo principal, «Sexy to Someone».
Un comunicado de prensa que acompañaba el anuncio describió: «Charm representa un progreso artístico y oda a los 70. Clairo combina la nostalgia y la sutileza de sus álbumes previos, y se beneficia de los métodos analógicos de grabación».

## Lanzamiento y promoción

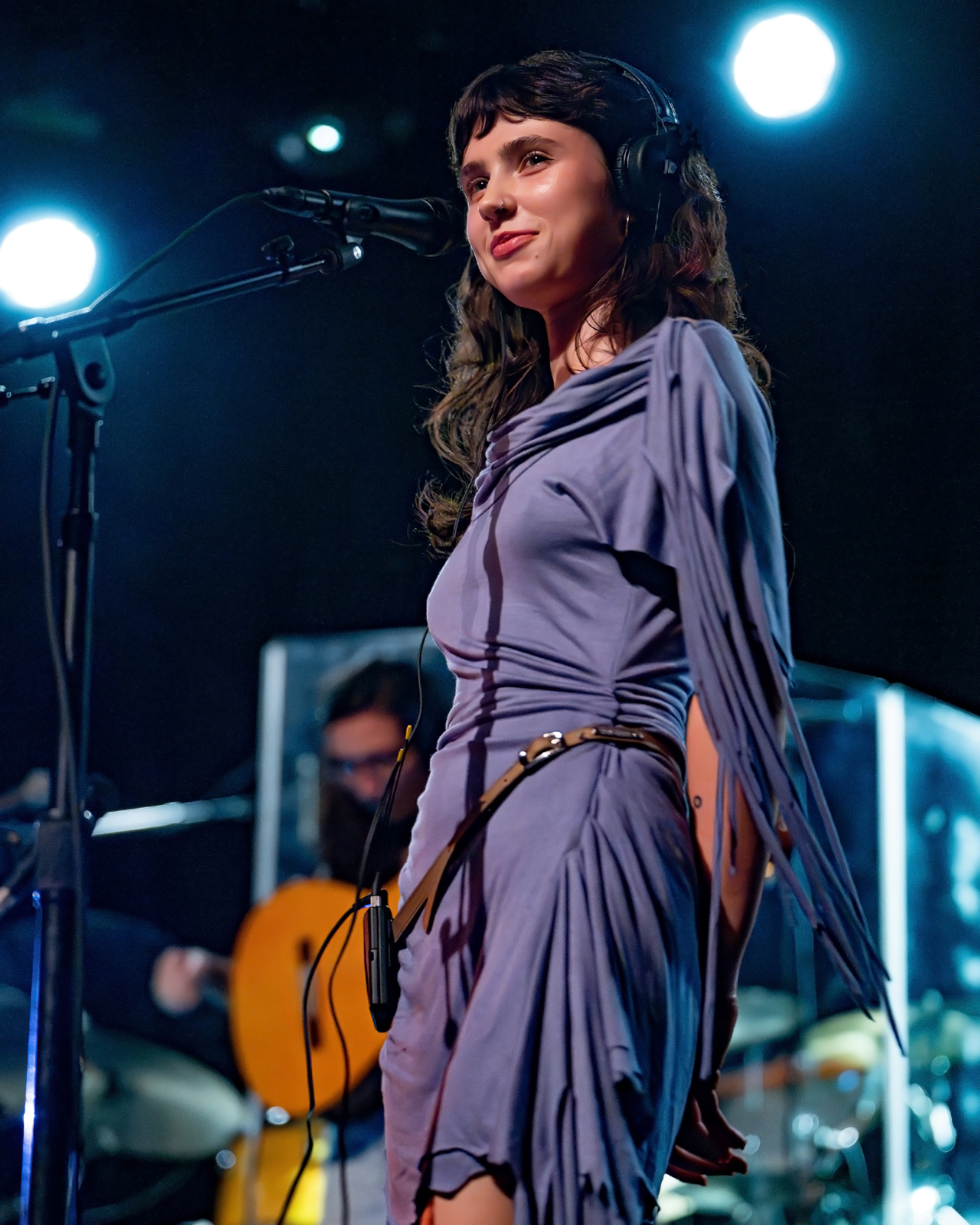
Clairo en una presentación en Teatro Fonda, septiembre de 2024

El 29 de mayo, Clairo anunció dos residencias artísticas en septiembre para promocionar el álbum. La primera sería en el Teatro Fonda de Los Ángeles, y la segunda en el Webster Hall de Nueva York.  
El 17 de julio, Clairo interpretó en vivo «Juna» (el séptimo tema del disco) en The Tonight Show Starring Jimmy Fallon. Ese mismo día, también reveló las fechas de su gira por Norteamérica, programada de septiembre a noviembre de 2024, con la cantautora Alice Phoebe Lou como telonera.
El 4 de agosto se estrenó el videoclip de «Juna», marcando su primer video musical en seis años y con una temática inspirada en la lucha libre. Más tarde, el 3 de diciembre, lanzó el video de «Sexy to Someone», y un tercer videoclip llegó el 6 de febrero de 2025 para «Terrapin», dirigido por Ayo Edebiri y con un cameo de «Weird Al» Yankovic, interpretando a la propia Clairo.

## Lista de sencillos
| Charm |                     |                                                                  |          |  |
| N.º   | Título              | Escritor(es)                                                     | Duración |  |
| 1.    | «Nomad»             | Claire Cottrill • Leon Michels • Homer Steinweiss • Nick Movshon | 3:45     |  |
| 2.    | «Sexy to Someone»   | Cottrill • Michels • Steinweiss • Movshon                        | 3:27     |  |
| 3.    | «Second Nature»     | Cottrill •Michels • Steinweiss • Movshon • Dylan Nowik           | 3:47     |  |
| 4.    | «Slow Dance»        | Cottrill • Michels • Steinweiss • MovshonNowik                   | 3:54     |  |
| 5.    | «Thank You»         | Cottrill • Michels • Steinweiss • Movshon • Kevin Martin         | 3:25     |  |
| 6.    | «Terrapin»          | Cottrill • Michels • Steinweiss • Movshon • Marco Benevento      | 3:00     |  |
| 7.    | «Juna»              | Cottrill • Michels • Benevento                                   | 3:15     |  |
| 8.    | «Add Up My Love»    | Cottrill • Michels • Steinweiss • Movshon                        | 3:25     |  |
| 9.    | «Echo»              | Cottrill •Michels • Nowik • Movshon                              | 3:49     |  |
| 10.   | «Glory of the Snow» | Cottrill • Michels                                               | 2:25     |  |
| 11.   | «Pier4»             | Cottrill • Michels                                               | 3:25     |  |
| 38:02 |                     |                                                                  |          |  |